# Łaszczów (gmina)
Łaszczów (1874–1922 gmina Czerkasy) – gmina miejsko-wiejska w województwie lubelskim, w powiecie tomaszowskim.
Siedzibą władz gminy jest miejscowość Łaszczów.
31 grudnia 2009 gminę zamieszkiwało 6380 osób.

## Historia
Za Królestwa Polskiego gmina Łaszczów należała do tomaszowskiego w guberni lubelskiej. 1 stycznia?/13 stycznia 1870 do gminy przyłączono pozbawiony praw miejskich Łaszczów. W 1874 roku gminę przemianowano na gminę Czerkasy, lecz już 20 listopada 1922 przywrócono nazwę gmina Łaszczów.
W 1919 roku gmina weszła w skład woj. lubelskiego. 
Pod okupacją niemiecką włączona do powiatu zamojskiego w dystrykcie lubelskim Generalnego Gubernatorstwa. Po II wojnie światowej powrócono do podziału sprzed wojny. 1 lipca 1952 roku gmina składała się z 24 gromad. Gmina została zniesiona 29 września 1954 roku wraz z reformą wprowadzającą gromady w miejsce gmin. Jednostkę przywrócono 1 stycznia 1973 roku po reaktywowaniu gmin. W latach 1975–1998 gmina położona była w województwie zamojskim. Od 1999 gmina należy ponownie do powiatu tomaszowskiego w woj. lubelskim. W związku z przywróceniem Łaszczowowi praw miejskich 1 stycznia 2010 gminę przekształcono w gminę miejsko-wiejską.

## Struktura powierzchni
Według danych z roku 2002 gmina Łaszczów ma obszar 128,23 km², w tym:
- użytki rolne: 87%
- użytki leśne: 4%

Gmina stanowi 8,62% powierzchni powiatu.

## Demografia

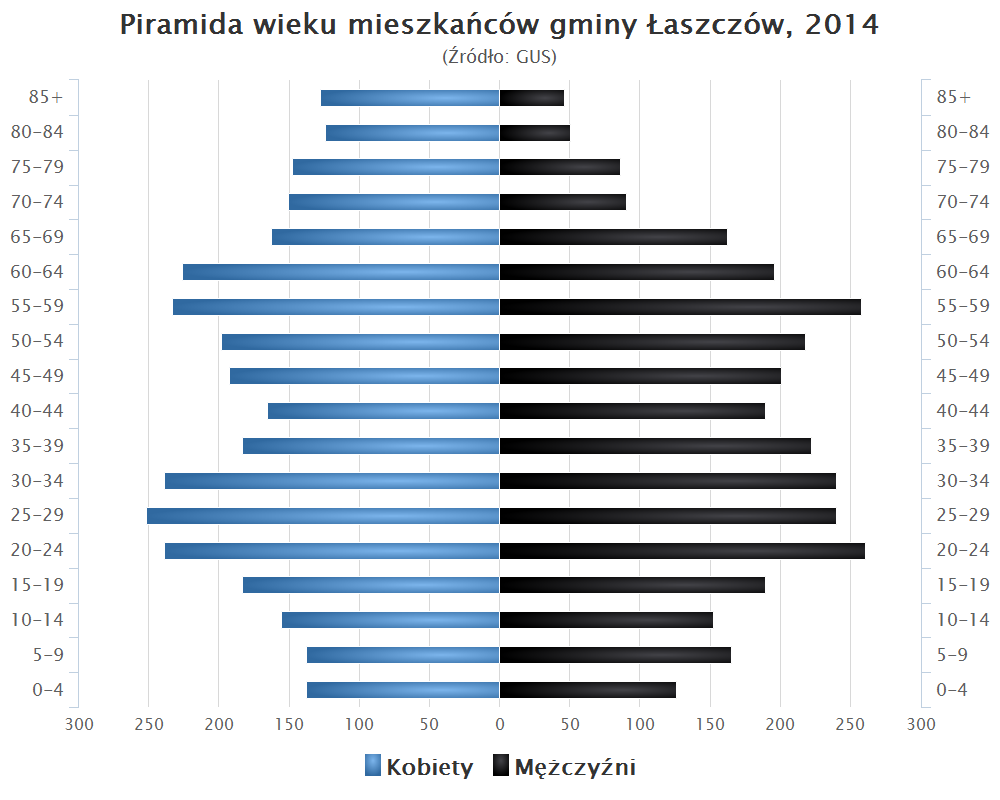
Piramida wieku mieszkańców gminy Łaszczów w 2014 roku

Dane z 31 grudnia 2009:
| Opis                              | Ogółem | Ogółem | Kobiety | Kobiety | Mężczyźni | Mężczyźni |
| --------------------------------- | ------ | ------ | ------- | ------- | --------- | --------- |
| jednostka                         | osób   | %      | osób    | %       | osób      | %         |
| populacja                         | 6380   | 100    | 3249    | 50,9    | 3131      | 49,1      |
| gęstość zaludnienia (mieszk./km²) | 49,8   | 49,8   | 25,3    | 25,3    | 24,4      | 24,4      |

## Sołectwa
Czerkasy, Dobużek, Domaniż, Hopkie, Kmiczyn, Łaszczów, Łaszczów-Kolonia, Małoniż, Muratyn, Nabróż, Nadolce, Pieniany, Pieniany-Kolonia, Podhajce, Podlodów, Pukarzów, Ratyczów, Steniatyn, Wólka Pukarzowska, Zimno.

## Pozostałe miejscowości
Dobużek-Kolonia, Hopkie-Kolonia, Kmiczyn-Kolonia, Muratyn-Kolonia, Nabróż-Kolonia, Pukarzów-Kolonia, Pukarzów (osada), Sośnina, Steniatyn-Kolonia, Zimno-Kolonia.

## Sąsiednie gminy
Jarczów, Mircze, Rachanie, Telatyn, Tyszowce, Ulhówek